# Serenade (R.I.O.)
Serenade è l'ultimo brano musicale del progetto R.I.O. di Manuel "Manian" Reuter e Yann Pf.iffer, cantata da Tony T. Serenade non ha avuto un gran successo.